# Kenthurst, New South Wales
Kenthurst este o suburbie în Sydney, Australia.